# 塞尔尼
塞尔尼（法語：Cerny，法語發音：[sɛʁni] ⓘ）是法国法兰西岛大区埃松省的一个市镇，属于埃唐普区。

## 地理
塞尔尼（48°28'37"N, 2°19'41"E）面积17.13 平方千米，位于法国法蘭西島大區埃松省，该省份为法国北部内陆省份，北起上塞纳省和马恩河谷省，西接厄尔-卢瓦省和伊夫林省，南至卢瓦雷省，东临塞纳-马恩省。
与塞尔尼接壤的市镇（或旧市镇、城区）包括：伊特维尔、博尔讷、布瓦西勒屈泰、瑞讷河畔布赖、迪松-隆格维尔、阿莱堡、瑞讷河畔让维尔、上欧韦尔新城。

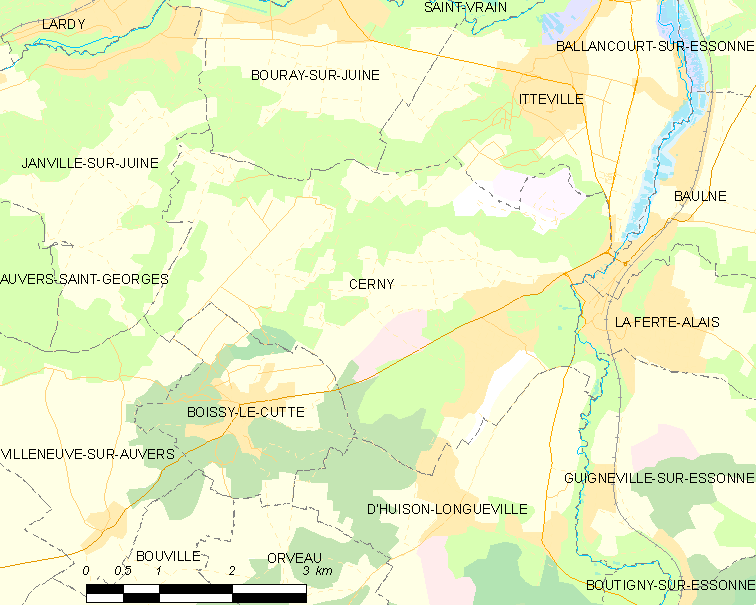
塞尔尼的OSM定位图

塞尔尼的时区为UTC+01:00、UTC+02:00（夏令时）。

## 行政
塞尔尼的邮政编码为91590，INSEE市镇编码为91129。

## 政治
塞尔尼所属的省级选区为埃唐普县。

## 人口

1962-2008年间塞尔尼人口变化图示

塞尔尼于2022年1月1日时的人口数量为3425人。